# Верхнебельск
Верхнебельск — упразднённый посёлок в составе Новокаргинского сельсовета Енисейского района Красноярского края. Ранее образовывал Верхнебельский сельсовет в подчинении Енисейского городского совета. Упразднен в 2021 г.

## Географическое положение
Посёлок расположен в лесном массиве примерно в 11 километрах от юго-западной окраины города Лесосибирска, в 36 километрах по прямой на запад от центра сельсовета, поселка Новокаргино, и примерно в 40 км на юг-юго-восток по прямой от районного центра города Енисейск.

## Климат
Климат резко континентальный с низкими зимними температурами, застоем холодного воздуха в долинах рек и котловинах. В зимнее время над поверхностью формируется устойчивый Сибирский антициклон, обусловливающий ясную и морозную погоду со слабыми ветрами. Континентальность климата обеспечивает быструю смену зимних холодов на весеннее тепло. Однако низменный рельеф способствует проникновению арктического антициклона. Его действие усиливается после разрушения сибирского антициклона с наступлением теплого периода. Поэтому до июня бывают заморозки. Средние многолетние значения минимальных температур воздуха в самые холодные месяцы — январь и февраль — составляет −25…-27°С, а абсолютный минимум достигает −53…-59°С. Средние из максимальных значений температуры для наиболее теплого месяца (июля) на всем протяжении долины колеблются в пределах 24 — 25°С, а абсолютные максимумы температур в летние месяцы достигают значений в 36 — 39°С. Зима продолжительная. Период со средней суточной температурой ниже −5° на всей протяженности составляет около 5 месяцев (с ноября по март). Ниже 0° — около полугода. Продолжительность безморозного периода в рассматриваемом районе составляет 103 дня, при этом первые заморозки наблюдаются уже в начале сентября. Последние заморозки на поверхности почвы могут наблюдаться в мае.

## История
В 1957 году был образован лесозаготовительный пункт Енисейского леспромхоза, впоследствии поселок, в верхнем течении речки Мало-Белая. В настоящее время от поселка остались только фундаменты нескольких домов.

## Население
| 2010 |
| ---- |
| 0    |

Постоянное население отсутствовало уже в 2002 году.